# ۲۴ جمادی‌الاول
۲۴ جمادی‌الاول، بیست و چهارمین روز از ماه جمادی‌الاول در تقویم هجری قمری است.
در تقویم هجری قمری قراردادی این روز صد و چهل و دومین روز سال است.